# 2007 год
2007 (две ты́сячи седьмо́й) год  по григорианскому календарю — невисокосный год, начинающийся в понедельник. Это 2007 год нашей эры, 7‑й год 1‑го десятилетия XXI века 3‑го тысячелетия, 8‑й год 2000‑х годов. Он закончился 18 лет назад.
| Пн | Вт | Ср | Чт | Пт | Сб | Вс |
| 1  | 2  | 3  | 4  | 5  | 6  | 7  |
| 8  | 9  | 10 | 11 | 12 | 13 | 14 |
| 15 | 16 | 17 | 18 | 19 | 20 | 21 |
| 22 | 23 | 24 | 25 | 26 | 27 | 28 |
| 29 | 30 | 31 |    |    |    |    |

| Пн | Вт | Ср | Чт | Пт | Сб | Вс |
|    |    |    | 1  | 2  | 3  | 4  |
| 5  | 6  | 7  | 8  | 9  | 10 | 11 |
| 12 | 13 | 14 | 15 | 16 | 17 | 18 |
| 19 | 20 | 21 | 22 | 23 | 24 | 25 |
| 26 | 27 | 28 |    |    |    |    |

| Пн | Вт | Ср | Чт | Пт | Сб | Вс |
|    |    |    | 1  | 2  | 3  | 4  |
| 5  | 6  | 7  | 8  | 9  | 10 | 11 |
| 12 | 13 | 14 | 15 | 16 | 17 | 18 |
| 19 | 20 | 21 | 22 | 23 | 24 | 25 |
| 26 | 27 | 28 | 29 | 30 | 31 |    |

| Пн | Вт | Ср | Чт | Пт | Сб | Вс |
|    |    |    |    |    |    | 1  |
| 2  | 3  | 4  | 5  | 6  | 7  | 8  |
| 9  | 10 | 11 | 12 | 13 | 14 | 15 |
| 16 | 17 | 18 | 19 | 20 | 21 | 22 |
| 23 | 24 | 25 | 26 | 27 | 28 | 29 |
| 30 |    |    |    |    |    |    |

| Пн | Вт | Ср | Чт | Пт | Сб | Вс |
|    | 1  | 2  | 3  | 4  | 5  | 6  |
| 7  | 8  | 9  | 10 | 11 | 12 | 13 |
| 14 | 15 | 16 | 17 | 18 | 19 | 20 |
| 21 | 22 | 23 | 24 | 25 | 26 | 27 |
| 28 | 29 | 30 | 31 |    |    |    |

| Пн | Вт | Ср | Чт | Пт | Сб | Вс |
|    |    |    |    | 1  | 2  | 3  |
| 4  | 5  | 6  | 7  | 8  | 9  | 10 |
| 11 | 12 | 13 | 14 | 15 | 16 | 17 |
| 18 | 19 | 20 | 21 | 22 | 23 | 24 |
| 25 | 26 | 27 | 28 | 29 | 30 |    |

| Пн | Вт | Ср | Чт | Пт | Сб | Вс |
|    |    |    |    |    |    | 1  |
| 2  | 3  | 4  | 5  | 6  | 7  | 8  |
| 9  | 10 | 11 | 12 | 13 | 14 | 15 |
| 16 | 17 | 18 | 19 | 20 | 21 | 22 |
| 23 | 24 | 25 | 26 | 27 | 28 | 29 |
| 30 | 31 |    |    |    |    |    |

| Пн | Вт | Ср | Чт | Пт | Сб | Вс |
|    |    | 1  | 2  | 3  | 4  | 5  |
| 6  | 7  | 8  | 9  | 10 | 11 | 12 |
| 13 | 14 | 15 | 16 | 17 | 18 | 19 |
| 20 | 21 | 22 | 23 | 24 | 25 | 26 |
| 27 | 28 | 29 | 30 | 31 |    |    |

| Пн | Вт | Ср | Чт | Пт | Сб | Вс |
|    |    |    |    |    | 1  | 2  |
| 3  | 4  | 5  | 6  | 7  | 8  | 9  |
| 10 | 11 | 12 | 13 | 14 | 15 | 16 |
| 17 | 18 | 19 | 20 | 21 | 22 | 23 |
| 24 | 25 | 26 | 27 | 28 | 29 | 30 |

| Пн | Вт | Ср | Чт | Пт | Сб | Вс |
| 1  | 2  | 3  | 4  | 5  | 6  | 7  |
| 8  | 9  | 10 | 11 | 12 | 13 | 14 |
| 15 | 16 | 17 | 18 | 19 | 20 | 21 |
| 22 | 23 | 24 | 25 | 26 | 27 | 28 |
| 29 | 30 | 31 |    |    |    |    |

| Пн | Вт | Ср | Чт | Пт | Сб | Вс |
|    |    |    | 1  | 2  | 3  | 4  |
| 5  | 6  | 7  | 8  | 9  | 10 | 11 |
| 12 | 13 | 14 | 15 | 16 | 17 | 18 |
| 19 | 20 | 21 | 22 | 23 | 24 | 25 |
| 26 | 27 | 28 | 29 | 30 |    |    |

| Пн | Вт | Ср | Чт | Пт | Сб | Вс |
|    |    |    |    |    | 1  | 2  |
| 3  | 4  | 5  | 6  | 7  | 8  | 9  |
| 10 | 11 | 12 | 13 | 14 | 15 | 16 |
| 17 | 18 | 19 | 20 | 21 | 22 | 23 |
| 24 | 25 | 26 | 27 | 28 | 29 | 30 |
| 31 |    |    |    |    |    |    |

- Международные годы ООН:
  - Международный год дельфина[1]
  - Международный полярный год (2007—2008)

2007 год вместе с 2013 годом делит шестую строчку в десятке самых тёплых с середины XIX века, указывала Всемирная метеорологическая организация (ВМО) в 2014 году
- Год ребёнка в России и Беларуси.
- Год Китайской Народной Республики в Российской Федерации[4].
- Год русского языка[5].
- Год молодёжи в России и Украине.

## События
См. также: Категория:2007 год

### Январь
- 1 января

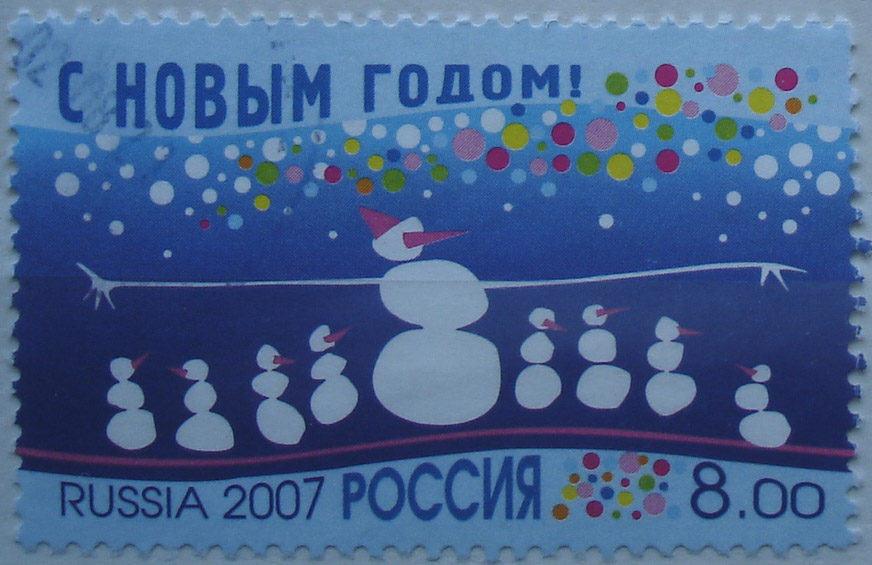
Почтовая марка России, 2007 год

  - Красноярский край, Таймырский (Долгано-Ненецкий) и Эвенкийский автономные округа объединились в единый субъект Российской Федерации — Красноярский край.
  - Закон 255-ФЗ от 29.12.2006 отменил больничный лист по уходу за здоровым ребёнком[6].
  - Словения ввела евро[7].
  - Болгария и Румыния вступили в Европейский союз. Болгарский, ирландский и румынский стали официальными языками ЕС (присоединяясь к 20 другим языкам).
  - Пан Ги Мун стал Генеральным секретарём ООН.
  - Авиакатастрофа в Индонезии. Самолёт Boeing 737, принадлежавший компании «Adam Air» (рейс Джакарта — Сурабая — Манадо), упал в Яванское море.
  - Ангола вступила в ОПЕК.
  - Война в Сомали: силы Союза исламских судов оставили свой последний укреплённый пункт Кисмайо и отступили к границе с Кенией[8].
  - Вступил в силу Закон о полномочиях общественной палаты Абхазии.
- 6—21 января — ралли Дакар 2007.
- 9 января — компания Apple представила первое поколение смартфона iPhone.
- 11 января — Вьетнам вступил в ВТО, став 150-м членом этой организации[9][10].
- 15 января — повешены единоутробный брат Саддама Хусейна и глава военной разведки Ирака Барзан Ибрагим ат-Тикрити и председатель революционного суда Ирака Аввад Хамид аль-Бандар[11].
- 17—19 января — ураган «Кирилл» прошёл над большей частью Европы.
- 30 января — операционная система Windows Vista официально поступила в продажу в России.

### Февраль
- 4 февраля — в Санкт-Петербурге у вестибюля станции метро «Владимирская» произошёл взрыв[12].
- 8 февраля — танцор фламенко и цыганский активист Хоакин Кортес стал послом цыган в Европейском союзе.
- 10 февраля — президент России В. В. Путин произнёс «Мюнхенскую речь».
- 14 февраля — Гурбангулы Бердымухамедов вступил в должность Президента Туркменистана.

- 18 февраля — взрыв ресторана «Макдоналдс» в Санкт-Петербурге[13][14].
- 21 февраля — премьер-министр Италии Романо Проди подал в отставку.

### Март
- 1 марта — начало Второй Московской биеннале современного искусства. Она продлилась до 1 апреля.
- 2 марта — Рамзан Кадыров утверждён парламентом Чеченской Республики на посту президента республики. Его кандидатура была внесена президентом России 1 марта.
- 17 марта — при заходе на посадку в Самарский аэропорт Курумоч потерпел крушение самолёт Ту-134, погибли 6 человек.
- 18 марта — запуск системы оплаты общественного транспорта PASMO в Токио, Япония.
- 19 марта — взрыв метана на угольной шахте «Ульяновская» в Кемеровской области. Спасено 93 человека, число погибших составило 110 человек.
- 23 марта — в Сомали сбит белорусский самолёт Ил-76ТД, 11 погибших.
- 27 марта — подписан договор «О государственной границе между Россией и Латвией». Латвия отказалась от территориальных претензий относительно Пыталовского района Псковской области, входившего до Второй мировой войны в состав латвийской области Латгале[15].

### Апрель
- 2 апреля — президент Украины Виктор Ющенко издал указ о роспуске Верховной Рады. Коалиция отказалась признавать указ[16].
- 3 апреля — во Франции электропоездом TGV POS был установлен мировой рекорд скорости — 578,8 км/ч.
- 4 апреля — Серж Саргсян стал премьер-министром Армении.
- 5 апреля— у берегов острова Тира затонул круизный лайнер «Sea Diamond».
- 7 апреля — старт космического корабля Союз ТМА-10. Экипаж старта — Ф. Н. Юрчихин, О. В. Котов и Ч. Шимоньи (Венгрия-США).
- 16 апреля — Чо Сын Хи совершил массовый расстрел в Политехническом институте штата Виргиния, выпускником которого он являлся. Убив 32 и ранив ещё 25 человек, он покончил с собой выстрелом в голову.
- 21 апреля — приземление космического корабля Союз ТМА-9. Экипаж посадки — М. В. Тюрин, М. Лопес-Алегриа (Испания-США) и Ч. Шимоньи (Венгрия-США).
- 23 апреля — с индийского космодрома Шрихарикота с помощью ракеты-носителя PSLV-C8 запущен итальянский астрономический спутник AGILE.
- 24 апреля — открытие планеты Глизе 581c[17].
- 27 апреля
  - В Эстонии перенесён памятник советскому воину-освободителю Бронзовый солдат.
  - В Москве и Мытищах стартовал ежегодный чемпионат мира по хоккею с шайбой. Он продлился до 13 мая.

### Май
- 5 мая — в Дуале произошла катастрофа самолёта Boeing 737—800 компании Kenya Airways, погибли 114 человек. Крупнейшая авиакатастрофа в Камеруне.
- 12 мая — финал песенного конкурса Евровидение 2007 в Хельсинки (Финляндия).
- 15 мая — выход из строя значительной части сети IP японского оператора NTT. В результате миллионы пользователей в большей части Восточной Японии потеряли связь на 7 часов.
- 17 мая — в московском Храме Христа Спасителя Патриарх Московский и всея Руси Алексий II и Первоиерарх РПЦЗ митрополит Восточно-Американский и Нью-Йоркский Лавр подписали «Акт о каноническом общении»[18], документ, положивший конец разделению между Русской Зарубежной Церковью и Московским Патриархатом.
- 18 мая — саммит Россия — ЕС (Самара, Россия)[19].
- 21 мая — на всемирно известном клипере «Катти Сарк» произошёл пожар, серьёзно повредивший корабль.
- 24 мая — авария на шахте «Юбилейная» в Новокузнецке, в результате которой погибло 39 человек.
- 28 мая — всероссийский форум «Здоровье и табак»[20].
- 30 мая — Совет Безопасности ООН учредил Специальный трибунал по Ливану, для уголовного преследования виновных в убийстве премьер-министра страны Рафика Харири[21].
- В мае 2007 года на полуострове Ямал обнаружен мамонтёнок Люба, превосходящий по сохранности все ранее обнаруженные ископаемые остатки мамонтов.

### Июнь
- 8 июня
  - 118-й старт (STS-117) по программе Спейс шаттл. 28-й полёт шаттла Атлантис. Экипаж — Фредерик Стеркоу, Ли Аршамбо, Джеймс Рейли, Стивен Свэнсон, Патрик Форрестер, Джон Оливас, Клейтон Андерсон. Продолжение строительства Международной космической станции.
  - «Game Jam» — конкурс обучающих игр для ноутбука ХО (One Laptop Per Child)[22].
- 10 июня — в Москве открылся XIII Международный конкурс имени П. И. Чайковского.
- 15 июня — с космодрома Байконур с помощью ракеты-носителя Днепр запущен немецкий спутник TerraSAR-X.
- 25 июня
  - Авария на шахте «Комсомольская» в Воркуте. 11 человек погибли, двое пострадали[23].
  - Катастрофа Ан-24 под Сиануквилем, 22 погибших.
- 26 июня—15 июля — в Венесуэле прошёл 42-й Кубок Америки по футболу.
- 26 июня — открылся первый частный телеканал в Абхазии «Абаза ТВ»
- 29 июня
  - Опубликована окончательная версия GPLv3.
  - Началась продажа первого поколения смартфона iPhone.

### Июль
- 1 июля — Камчатская область и Корякский автономный округ объединились в Камчатский край.
- 4 июля — на сессии МОК в Гватемале Сочи выбран местом проведения XXII зимних Олимпийских игр 2014 года.
- 7 июля — состоялся международный музыкальный фестиваль Live Earth с целью привлечения внимания к проблеме глобального потепления.
- 12 июля — Багдадский авиаудар.
- 17 июля — катастрофа A320 в Сан-Паулу — крупнейшая в Бразилии (199 погибших).
- 20 июля — Первое заседание Общественной палаты Абхазии.
- 21 июля — поступила в продажу последняя, седьмая книга о Гарри Поттере — «Гарри Поттер и Дары Смерти» (англ. Harry Potter and the Deathly Hallows).
- 30 июля — основан сборник интернет-мемов Lurkmore.ru
- 31 июля — в Дубае основана RERA (Real Estate Regulatory Authority (араб. مؤسسة التنظيم العقاري‎) — орган по регулированию сектора недвижимости Дубая).

### Август
- 1 августа — обрушение восьмиполосного одноарочного моста I-35W через реку Миссисипи в Миннеаполисе (США). 13 человек погибли, более 100 получили ранения, около 30 числятся пропавшими без вести[24].
- 2 августа — на глубоководных обитаемых аппаратах Мир впервые в мире было достигнуто дно Северного Ледовитого океана на северном полюсе, где был размещён Российский флаг и капсула с посланием будущим поколениям[25].
- 4 августа — с космодрома Канаверал с помощью ракеты-носителя Дельта-2 запущена американская АМС Phoenix, предназначенная для исследования Марса.
- 8 августа — 119-й старт (STS-118) по программе Спейс шаттл. 20-й полёт шаттла Индевор. Экипаж — Скотт Келли, Чарльз Хобо, Давид Уильямс (Канада), Барбара Морган, Ричард Мастраккио, Трейси Колдуэлл, Алвин Дрю. Продолжение строительства Международной космической станции.
- 9 августа — катастрофа DHC-6 на Муреа.
- 13 августа — авария поезда «Невский экспресс». Официальная версия — теракт[26].
- 14 августа — с помощью европейской РН Ариан 5ECA с космодрома Куру во Французской Гвиане был осуществлён запуск двух телекоммуникационных спутников — американского SpaceWay F3 и японского BSat-3a.

- 29 августа—30 августа — инцидент с ядерными боезарядами в ВВС США.
- 31 августа
  - Официальный отчёт о расследовании обстоятельств гибели принцессы Дианы, приуроченный к 10-летию трагедии.
  - Официальный выпуск вокалоида Хацунэ Мику.

### Сентябрь
- 1 сентября — ВГТРК создала ТВ канал Бибигон.
- 10 сентября — началось строительство Центра Гейдара Алиева.
- 12 сентября — Правительство Михаила Фрадкова ушло в отставку.
- 13 сентября — закончился приём заявок на проведение Летних Олимпийских игр 2016 года. Заявки подали Баку, Токио, Доха, Мадрид, Прага, Чикаго и Рио-де-Жанейро.
- 14 сентября
  - Новым премьер-министром России назначен Виктор Зубков.
  - С космодрома Танегасима с помощью ракеты-носителя H-IIA запущена японская АМС Кагуя, предназначенная для исследования Луны.
- 16 сентября
  - Мужская сборная России по баскетболу одержала победу в чемпионате Европы по баскетболу, переиграв в финальном матче сборную Испании со счётом 60:59.
  - Катастрофа MD-82 в Пхукете.
- 25 сентября
  - Старт Шэньчжоу-7 (Китай). Экипаж — Чжай Чжиган, Цзян Хайпэн, Лю Бомин. Продолжительность полёта — 2 дня 20 часов. Первый выход в открытый космос китайского космонавта.
  - В Нижневартовске открыт памятник татарскому поэту, Герою Советского Союза, участнику Великой Отечественной войны Мусе Джалилю.
- 27 сентября — с космодрома Канаверал с помощью ракеты-носителя Дельта-2 запущена американская АМС Dawn (Рассвет), предназначенная для исследования астероидов Веста и Церера.
- 30 сентября — досрочные выборы в Верховную Раду Украины. По их результатам с незначительным преимуществом побеждает коалиция БЮТ-НУНС.

### Октябрь
- 4 октября — катастрофа Ан-26 под Киншасой.
- 3—6 октября — IV форум приграничных регионов Казахстана и России (Новосибирск, Россия)[27].
- 6 октября — Михаил Фрадков назначен директором Службы внешней разведки (СВР) РФ.
- 7 октября — Вторая чеченская война: Докой Умаровым упразднена Ичкерия и провозглашён Имарат Кавказ[28].
- 10 октября — старт космического корабля Союз ТМА-11. Экипаж старта — Ю. И. Маленченко, П. Уитсон (США) и Шейх Музафар Шукор (Малайзия).
- 12—20 октября — в Вашингтоне состоялся 3-й Solar Decathlon.
- 13 октября
  - В продажу поступила 7-я книга о Гарри Поттере (русский перевод).
  - Взрыв газа в жилом доме в Днепропетровске (Украина). Погибли 23 человека[29].
- 18 октября — Беназир Бхутто вернулась в Пакистан после 8 лет вынужденной ссылки. В Карачи во время следования её кортежа произошёл теракт — в толпе встречающих её сторонников прогремело два взрыва. Погибло более 130 человек, около 500 ранены.
- 21 октября — приземление космического корабля Союз ТМА-10. Экипаж посадки — Ф. Н. Юрчихин, О. В. Котов и Шейх Музафар Шукор (Малайзия).
- 23 октября
  - 120-й старт (STS-120) по программе Спейс шаттл. 34-й полёт шаттла Дискавери. Экипаж — Памела Мелрой, Джордж Замка, Скотт Паразински, Дуглас Уилок, Стефани Уилсон, Паоло Несполи (Италия), Дэниел Тани.
  - Взрыв в маршрутном такси в Дагестане, произведённый террористкой-смертницей, 1 человек погиб и 8 получили ранения[30].
- 24 октября — с космодрома Сичан с помощью ракеты-носителя Чанчжэн-3А запущена китайская АМС Чанъэ-1, предназначенная для исследования Луны.
- 25 октября — США ввели дополнительные финансовые санкции против Ирана. Американским предпринимателям и частным лицам были запрещены даже опосредованные связи с контролируемыми министерством обороны Ирана более чем 20 иранскими банками и компаниями.
- 26 октября — саммит Россия — ЕС (Мафра, Португалия)[31].
- 28 октября — выборы президента и членов Национального Конгресса в Аргентине. Кристина Фернандес Киршнер, супруга бывшего президента страны Нестора Киршнера, победила на президентских выборах.
- 31 октября — взрыв автобуса в Тольятти, 8 человек погибло, более 50 ранено. Основная версия произошедшего — неосторожное обращение со взрывчаткой.

### Ноябрь
- 2 ноября — учебный барк Паллада отправился в кругосветное плавание.
- 3 ноября — президент и главнокомандующий Вооружённых сил Пакистана Первез Мушарраф ввёл в стране чрезвычайное положение и приостановил действие конституции. Официальной причиной стала активизация талибов на северо-западе страны. В Исламабад введены армейские подразделения. Приостановлена деятельность судебной системы страны — её заменил военный трибунал.
- 7 ноября — после 5 дней выступлений оппозиции в Грузии Михаил Саакашвили ввёл в стране чрезвычайное положение и обвинил Россию во вмешательстве во внутренние дела Грузии. МИД Грузии объявил персонами нон грата трёх российских дипломатов и отозвал посла Грузии в России для проведения консультаций.
- 10 ноября — в Пензе открыт памятник пензенским милиционерам, первый и единственный памятник в России, увековечивший участкового милиционера.
- 11 ноября — выиграв у подмосковного «Сатурна», петербургский «Зенит» впервые становится чемпионом России по футболу.
- 14 ноября — с помощью европейской ракеты-носителя Ариан 5ECA с космодрома Куру во Французской Гвиане был осуществлён запуск бразильского телекоммуникационного спутника Star One C1 и британского военного спутника связи Skynet 5B.
- 18 ноября — в Донецке (Украина) на шахте им. А. Ф. Засядько произошла самая крупная катастрофа на украинских угольных шахтах после обретения независимости в 1991 году — погиб 101 шахтёр[32]. Через две недели, 1 декабря 2007, на том же горизонте произошёл второй взрыв — 52 горняка пострадали[33]; на следующий день — 2 декабря 2007 — погибли 5 горноспасателей, занимавшихся ликвидацией последствий аварии[34].
- 18 ноября — с помощью ракеты-носителя «Протон-М»/Бриз-М с космодрома Байконур был осуществлён запуск шведского телекоммуникационного спутника Сириус 4.
- 22 ноября — взрыв в пассажирском автобусе «Икарус», следовавшем из Пятигорска (Ставропольский край) во Владикавказ (Северная Осетия). Погибли 5 человек, 13 получили ранения. Мощность взрывного устройства составила 300 граммов в тротиловом эквиваленте[35][36].
- 24 ноября — беспорядки в Ингушетии. В ходе беспорядков арестовано около 100 человек.
- 26—30 ноября — 30-я международная конференция Международного движения Красного Креста и Красного Полумесяца (Женева, Швейцария).
- 30 ноября — катастрофа MD-83 под Ыспартой, 57 погибших.

### Декабрь
- 2 декабря — Выборы в Государственную Думу Федерального Собрания Российской Федерации 5-го созыва. Четвёртый Единый день голосования в регионах.
- 9 декабря
  - В киевском аэропорту Жуляны произошла авиакатастрофа, погибли 5 человек.
  - Взрыв в автобусе на автовокзале в Невинномысске (Ставропольский край), следовавшем рейсом из Пятигорска в Ставрополь. Погибли 2 человека, 14 получили ранения[37].
- 10 декабря
  - Дмитрий Медведев выдвинут кандидатом в Президенты РФ от «Единой России».
  - Этот день объявлен международным днём футбола.
- 22 декабря — французская ракета-носитель Ариан 5 вывела на орбиту первый в истории африканский спутник.
- 23 декабря — Ислам Каримов переизбран на пост президента Республики Узбекистан.
- 24 декабря — состоялись первые торги Сибирского Аукционного Дома.
- 27 декабря — в Пакистане в городе Равалпинди произошёл теракт, в результате которого погибла Беназир Бхутто и ещё более 20 человек.

## Родились
См. также: Категория:Родившиеся в 2007 году

### Июль
- 13 июля — Ламин Ямаль, испанский футболист, чемпион Европы.

## Персоны года
Человек года по версии журнала Time — Владимир Путин, президент России.

## Нобелевские премии
- Дорис Лессинг — лауреат Нобелевской премии по литературе.
- Альберт Гор и Межправительственная группа экспертов по изменению климата — лауреаты Нобелевской премии мира.
- Петер Грюнберг и Альбер Ферт — лауреаты Нобелевской премии по физике.
- Леонид Гурвич, Эрик Мэскин и Роджер Майерсон — лауреаты премии по экономическим наукам памяти Альфреда Нобеля.
- Марио Капекки, Мартин Эванс и Оливер Смитис — лауреаты Нобелевской премии по физиологии или медицине.
- Герхард Эртль — лауреат Нобелевской премии по химии.

## 2007 год в картинках

Красноярский край, Таймырский (Долгано-Ненецкий) и Эвенкийский автономные округа были объединены в Красноярский край
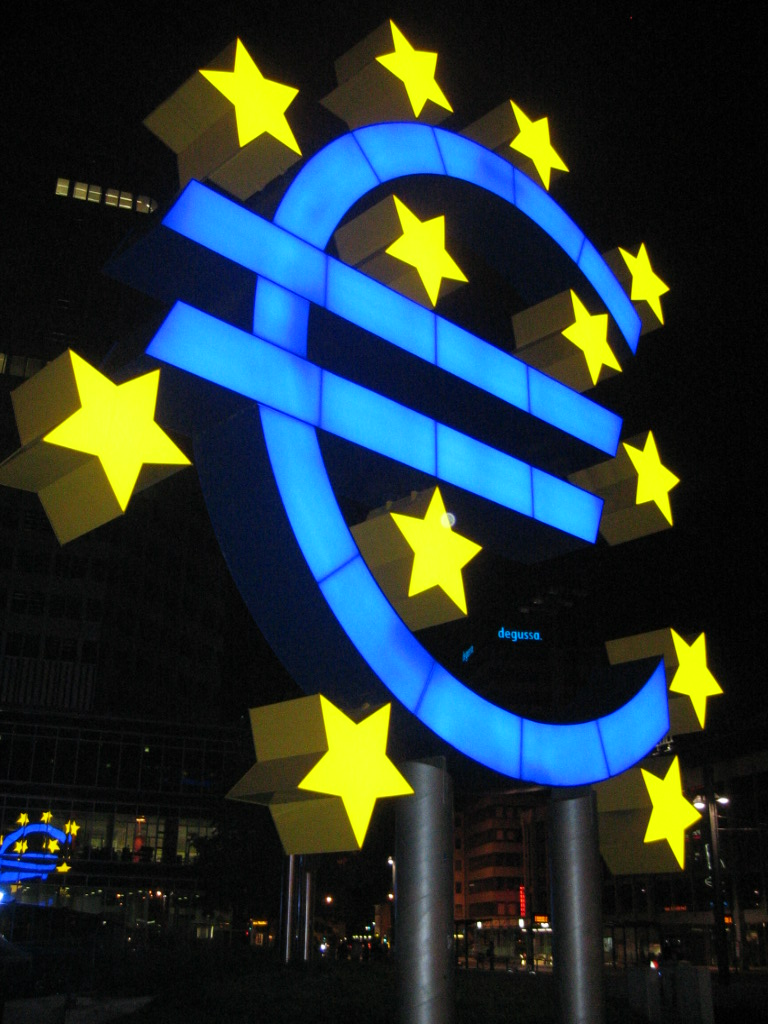
Словения заменила толары на евро
Болгария и Румыния присоединились к Европейскому союзу
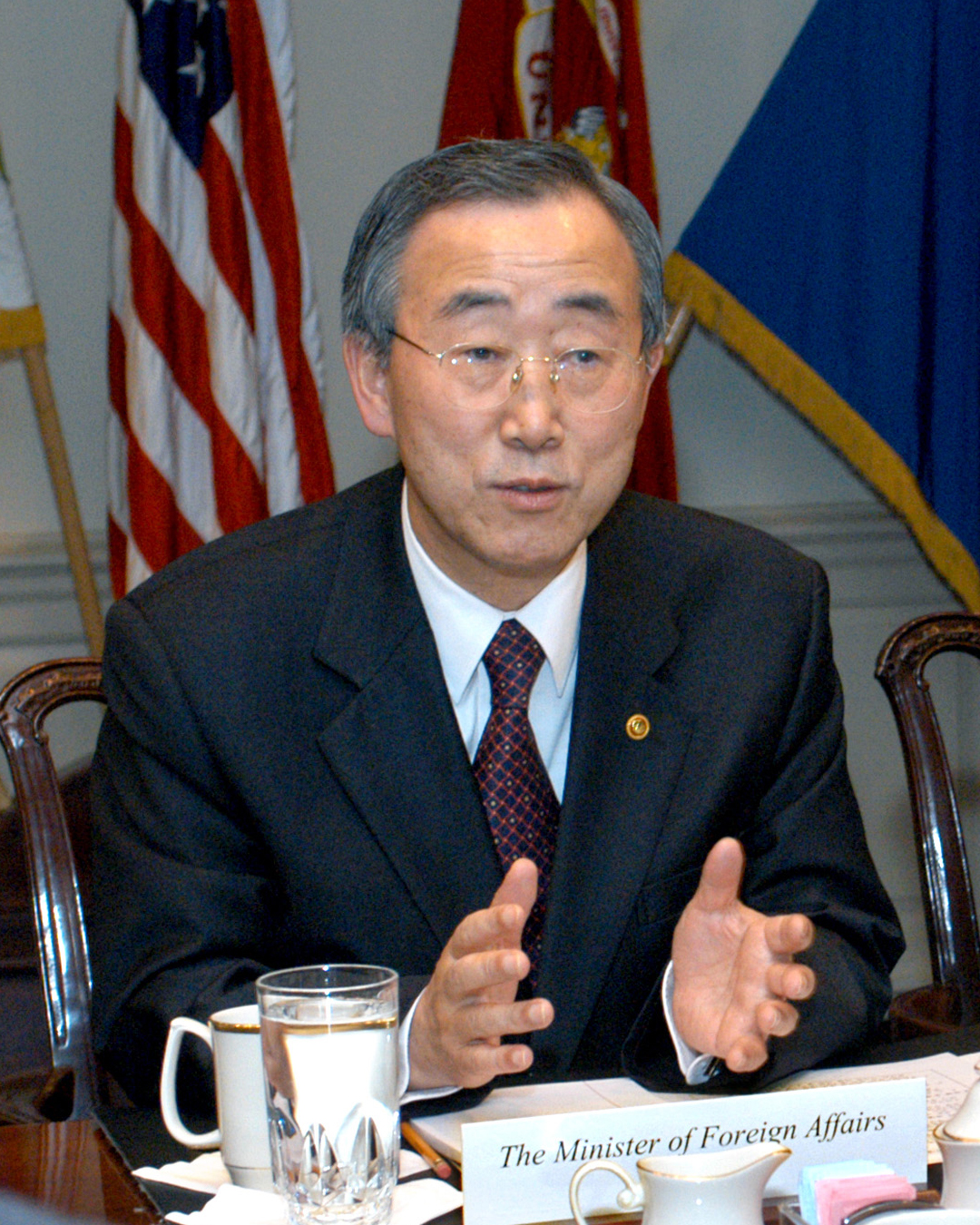
Пан Ги Мун стал Генеральным секретарём ООН
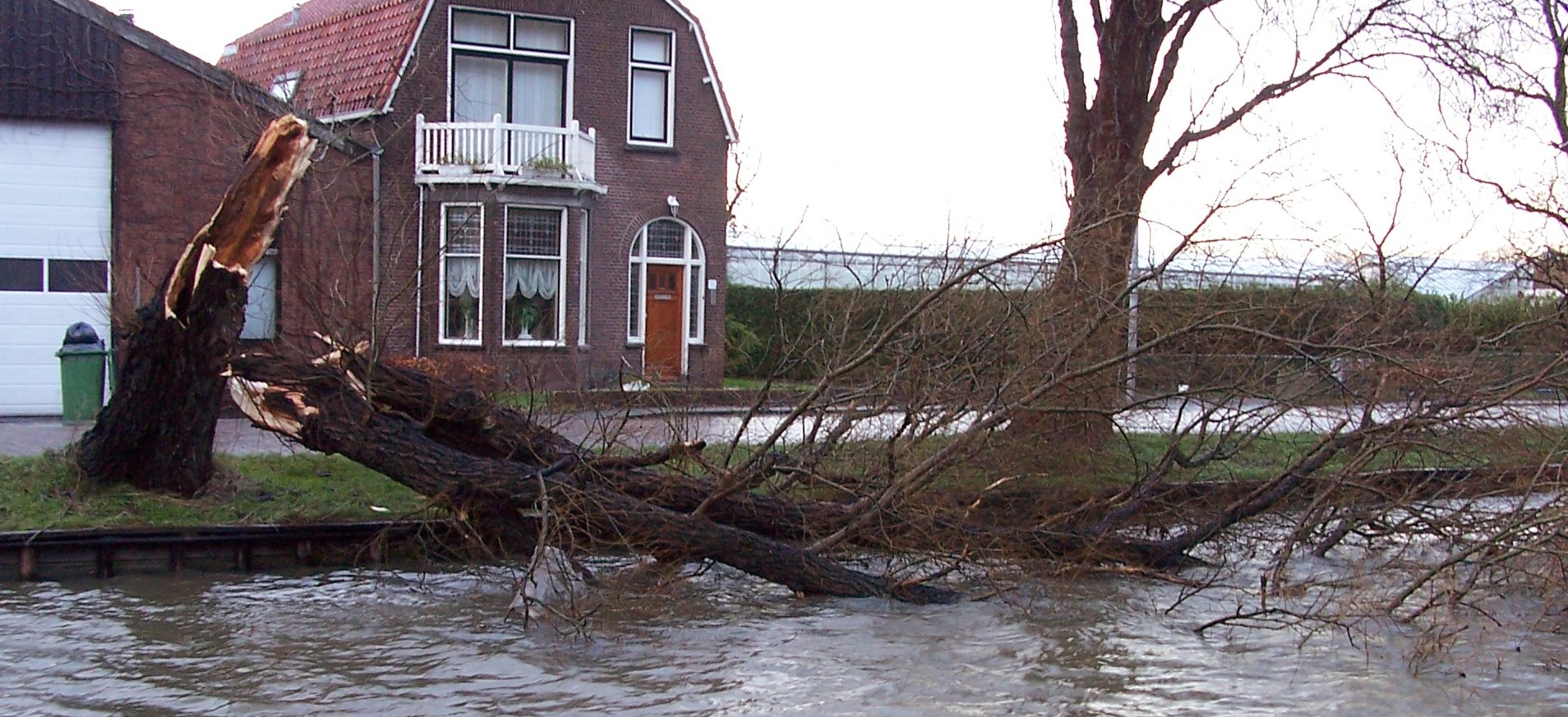
Над Европой прошёл ураган Кирилл